# برج کوره شوشتری
برج کوره شوشتری مربوط به دوره پهلوی است و در شیراز، ۲۰ متری امام خمینی، سمت چپ خیابان واقع شده و این اثر در تاریخ ۳۰ بهمن ۱۳۸۶ با شمارهٔ ثبت ۲۰۸۰۷ به‌عنوان یکی از آثار ملی ایران به ثبت رسیده است.